# Liste des conseillers régionaux de la Sarthe

## Mandature 2021-2028
| Nom | Nom                       | Parti | Groupe                                        | Autres mandats                                                      |
| --- | ------------------------- | ----- | --------------------------------------------- | ------------------------------------------------------------------- |
|     | Benoît Barret             | LR    | Républicains, divers droite et société civile |                                                                     |
|     | Anne Beauchef             | LR    | Républicains, divers droite et société civile |                                                                     |
|     | Jean-Luc Catanzaro        | DVD   | Républicains, divers droite et société civile | 1er adjoint au maire de La Milesse                                  |
|     | Antoine d’Amécourt        | DVD   | Républicains, divers droite et société civile | Maire d'Avoise                                                      |
|     | Béatrice Latouche         | DVD   | Républicains, divers droite et société civile | Maire du Lude                                                       |
|     | Christelle Morançais      | HOR   | Républicains, divers droite et société civile |                                                                     |
|     | Valérie Radou             | DVD   | Républicains, divers droite et société civile | Ajointe au maire de Conlie                                          |
|     | Anne-Gaëlle Chabagno      | UDI   | Union centriste                               |                                                                     |
|     | Didier Reveau             | UDI   | Union centriste                               | Maire de La Ferté-Bernard                                           |
|     | Mélanie Cosnier           | ÉCO   | L’Écologie ensemble, solidaire et citoyenne   | Maire de Souvigné-sur-Sarthe                                        |
|     | Matthias Tavel            | LFI   | L’Écologie ensemble, solidaire et citoyenne   | Député de la 8e circonscription de la Loire-Atlantique (St Nazaire) |
|     | Christine Tafforeau-Hardy | PS    | Le Printemps des Pays de la Loire             | Conseillère municipale de Lhomme                                    |
|     | Raymond de Malherbe       | CNIP  | Centre National des Indépendants et Paysans   | Conseiller municipal de Marçon                                      |

## Mandature 2015-2021

### Liste des conseillers régionaux
| Nom | Nom                  | Parti | Groupe | Autres mandats |
| --- | -------------------- | ----- | ------ | -------------- |
|     | Pascal Gannat        | FN    |        |                |
|     | Marie Genevrey       | FN    |        |                |
|     | Pascal Nicot         | FN    |        |                |
|     | Christelle Morançais | LR    |        |                |
|     | Daniel Coudreuse     | LR    |        |                |
|     | Béatrice Latouche    | DVD   |        |                |
|     | Didier Reveau        | UDI   |        |                |
|     | Anne Beauchef        | LR    |        |                |
|     | Joël Parant          | DVD   |        |                |
|     | Vanessa Charbonneau  | LR    |        |                |
|     | Olivier Biencourt    | PS    |        |                |
|     | Sophie Bringuy       | EELV  |        |                |
|     | Dominique Amiard     | PRG   |        |                |
|     | Carine Ménage        | PS    |        |                |

## Mandature 2010 - 2015
La Sarthe compte quatorze conseillers régionaux sur les quatre-vingt-treize élus qui composent l'assemblée du conseil régional des Pays de la Loire issus des élections des 14 et 21 mars 2010.
Les élus sarthois sont répartis en six élus du Parti socialiste, trois d'Europe Écologie (dont deux verts), trois de l'Union pour un mouvement populaire, une de l'Alliance centriste et un d'Écologie et Solidarité.

### Liste des conseillers régionaux[1]
| Nom | Nom                       | Parti     | Groupe                                       | Autres mandats                                                                                         |
| --- | ------------------------- | --------- | -------------------------------------------- | --- |
|     | Emmanuelle Bardin         | AC        | UDI - Alliance Centriste                     | |
|     | Olivier Biencourt         | PS        | Socialiste Radical et Républicain            | Conseiller municipal du Mans, vice-président de Le Mans Métropole                                      |
|     | Sophie Bringuy            | EÉ        | Europe Écologie – Les Verts                  | |
|     | Muriel Cabaret            | PS        | Socialiste Radical et Républicain            | |
|     | Patrick Delpech           | PS        | Socialiste Radical et Républicain            | Adjoint au maire du Mans, vice-président de Le Mans Métropole                                          |
|     | Sylvie Eslan              | PS        | Socialiste Radical et Républicain            | Adjointe au maire de Mamers                                                                            |
|     | Jamel Gharbi              | PS        | Socialiste Radical et Républicain            | |
|     | Jean-Carles Grelier       | UMP       | Union pour un Mouvement Populaire            | Maire de La Ferté-Bernard                                                                              |
|     | Fabienne Labrette-Ménager | UMP       | Union pour un Mouvement Populaire            | Députée de la 1re circonscription de la Sarthe et conseillère générale du canton de Fresnay-sur-Sarthe |
|     | Carine Ménage             | PS        | Majorité régionale                           | Conseillère municipale de La Flèche                                                                    |
|     | Marie-Laure Motreuil      | Les Verts | Europe Écologie – Les Verts                  | |
|     | Louis-Jean de Nicolaÿ     | UMP       | Union pour un Mouvement Populaire            | Conseiller général du canton du Lude                                                                   |
|     | Philippe Papin            | ES        | Écologie et Solidarité                       | |
|     | Thierry Pradier           | Les Verts | Europe Écologie – Les Verts puis Non-Inscrit | |

En août 2012, le conseiller régional Jamel Gharbi porte plainte après avoir été roué de coups à Bizerte par des militants islamistes opposés à un festival culturel,. Cette agression est immédiatement condamnée.